# Винклерн-бай-Обервёльц
Винклерн-бай-Обервёльц (нем. Winklern bei Oberwölz) — коммуна (нем. Gemeinde) в Австрии, в федеральной земле Штирия. 
Входит в состав округа Мурау.  Население составляет 929 человек (на 31 декабря 2005 года). Занимает площадь 68,75 км². Официальный код  —  6 14 34.

## Политическая ситуация
Бургомистр коммуны — Франц Гайслер (АНП) по результатам выборов 2005 года.
Совет представителей коммуны (нем. Gemeinderat) состоит из 9 мест.
- АНП занимает 6 мест.
- СДПА занимает 2 места.
- АПС занимает 1 место.